# Detective Knight: Independence
Detective Knight: Independence (también conocida como Devil's Knight) es una película de acción estadounidense de 2023 dirigida por Edward Drake, quien escribió el guion y coescribió la historia con Corey Large. Sirviendo como la tercera y última entrega de la trilogía Detective Knight, y como secuela de Detective Knight: Redemption (2022), está protagonizada por Bruce Willis, Jack Kilmer, Lochlyn Munro, Jimmy Jean-Louis, Willow Shields, Dina Meyer y Timothy V. Murphy.
Detective Knight: Independence fue estrenada por Lionsgate en cines selectos y VOD el 20 de enero de 2023, seguida de su lanzamiento en DVD y Blu-ray el 28 de febrero de 2023.

## Reparto
- Bruce Willis como el detective James Knight
- Jack Kilmer como Dezi
- Lochlyn Munro como Eric Fitzgerald
- Jimmy Jean-Louis como Godwin Sango
- Willow Shields como Ally
- Dina Meyer como Charlotte Burnham
- Timothy V. Murphy
- Corey Large como Mercer
- Trevor Gretzky como Mike Rochester
- Alvaro Calderon
- Cesar Miramontes como Mike Herves
- Kimberley Pember como Camilla Herves-Knight

## Producción
En octubre de 2021, Bruce Willis firmó para protagonizar una película de acción bajo el título provisional Devil's Knight, del escritor y director Edward John Drake, para una producción consecutiva con Christmas Knight en Vancouver, Canadá, del 17 de noviembre al 14 de diciembre de 2021. La filmación terminó el 9 de enero de 2022, mientras que se confirmó que Trevor Gretzky repitió su papel en ambas películas. Para septiembre de 2022, Devil's Knight fue retitulada como Detective Knight: Independence y fijó una fecha de estreno para el 20 de enero de 2023. Para octubre de 2022, Lochlyn Munro, Jimmy Jean-Louis, Corey Large y Cesar Miramontes estaban listos para repetir sus papeles de las dos primeras películas, mientras que se agregaron Willow Shields, Jack Kilmer, Alvaro Calderon, Dina Meyer y Timothy V. Murphy. al elenco. Detective Knight: Independence es una de las últimas películas protagonizadas por Willis, quien se retiró de la actuación porque le diagnosticaron afasia.

## Estreno
Detective Knight: Independence fue estrenada por Lionsgate en cines limitados y VOD el 20 de enero de 2023, seguido de su lanzamiento en DVD y Blu-ray el 28 de febrero de 2023. Anteriormente, se esperaba que la película se retrasaría hasta julio de 2023, para vincularla con el feriado del Día de la Independencia.